# Hyposoter clausus
Hyposoter clausus là một loài tò vò trong họ Ichneumonidae.